# Peperomia canaminana
Peperomia canaminana är en pepparväxtart som beskrevs av William Trelease. Peperomia canaminana ingår i släktet peperomior, och familjen pepparväxter. Inga underarter finns listade i Catalogue of Life.